# Перу де Аленкер
Пе́ру де Аленке́р (порт. Pêro de Alenquer; ? — 1497) — португальський мореплавець та мандрівник, учасник низки експедицій, які розвідували морський шлях з Європи до Індії.

## Біографія
Маючи вже великий досвід в плаваннях до берегів Гвінеї, Аленкер був в 1487-1488 роках головним штурманом в експедиції під керівництвом Бартоломеу Діаша, яка відкрила мис Доброї Надії.
У 1490 плавав в країну Конго з португальським посольством.
У 1497-1499 рр. був штурманом на флагманському кораблі португальської експедиції на чолі з Васко да Гама, яка відкрила морський шлях до Індії. Вважається, що Перу загинув на зворотньому шляху з Індії, оскільки вже в 1499 році король португалії Мануел І призначив спадщину його сину Родріго.